# Полысалов, Степан Кондратьевич
Степа́н Кондра́тьевич Полыса́лов (15 декабря 1900, с. Токтай-Беляк, Кораксолинская волость, Уржумский уезд, Вятская губерния, Российская империя — 4 декабря 1990, г. Йошкар-Ола, Марийская ССР, СССР) — советский и российский деятель образования, общественный деятель. Директор средней школы № 6 (№ 11) г. Йошкар-Олы (1938—1940), директор Йошкар-Олинской средней школы № 10 (1947—1969). Заслуженный учитель школы РСФСР (1951). Почётный гражданин Йошкар-Олы (1968). Участник Гражданской (1919—1920) и Великой Отечественной войны (1942—1945). Член ВКП(б) с 1931 года.

## Биография
Родился в с. Токтай-Беляк ныне Куженерского района Марий Эл в бедной крестьянской семье. Окончил трёхклассное, а затем двухклассное училища в деревне Кокшанур Новоторъяльской волости Уржумского уезда. С 1918 года работал делопроизводителем и секретарём в Токтайбелякском волостном исполкоме. В июле 1919 года ушёл добровольцем на Гражданскую войну, в 1920 году был ранен, демобилизован.
По окончании Куженерской школы II степени в 1924 году заведовал Косолаповской школой Марийской автономной области. В 1931 году принят в ВКП(б). В 1931—1936 годах был директором Новоторъяльского педагогического техникума МАО.
С 1938 года — директор средней школы № 6 (№ 11) в г. Йошкар-Оле. В 1936—1939 годах учился на историческом факультете Марийского учительского института. В 1940—1942 годах — партийный секретарь, проректор МГПИ.
В 1942 году был призван в РККА. В сентябре 1942 года был направлен в Военно-политическое училище имени М. Фрунзе, а по окончании курсов — в действующую армию. Был агитатором политотдела стрелковой дивизии в звании капитана. Участвовал в боях в составе 51 армии на Сталинградском, Южном, 3 Украинском и 4 Украинском, 1 Прибалтийском фронтах. Дошёл до Сталинграда, форсировал Сиваш, освобождал Севастополь, Латвию. Дослужился до майора.
Демобилизовался из армии в 1946 году, вернулся на родину. С 1946 года — директор Козьмодемьянской школы Горномарийского района Марийской АССР. В 1947—1969 годах — директор Йошкар-Олинской средней школы № 10 Марийской АССР, где работал вплоть до ухода на пенсию в 1969 году.

## Общественная деятельность
- Неоднократно избирался депутатом Йошкар-Олинского городского Совета депутатов трудящихся[1].
- Избирался депутатом Верховного Совета РСФСР, Верховного Совета Марийской АССР[1].

## Память
На здании школы № 10 в Йошкар-Оле, где работал С. К. Полысалов (ул. Волкова, 110), установлена мемориальная доска. Надпись на ней гласит: «Здесь работал директором школы с 1947 по 1969 гг. Полысалов Степан Кондратьевич — заслуженный учитель РСФСР и МАССР, Почётный гражданин г. Йошкар-Олы, участник Гражданской и Отечественной войн».

## Звания и награды
- Заслуженный учитель школы РСФСР (1951)[4]
- Заслуженный учитель школы Марийской АССР[4]
- Почётный гражданин Йошкар-Олы (1968)[4]
- Орден Красной Звезды (09.10.1943)[5]
- Орден Отечественной войны II степени (17.05.1944, 06.04.1985)[6][7]
- Орден «Знак Почёта»[4]
- Медаль «За победу над Германией в Великой Отечественной войне 1941—1945 гг.»[2]
- Медаль «Двадцать лет Победы в Великой Отечественной войне 1941—1945 гг.»
- Медаль «Тридцать лет Победы в Великой Отечественной войне 1941—1945 гг.»
- Медаль «Сорок лет Победы в Великой Отечественной войне 1941—1945 гг.»
- Медаль «За трудовое отличие» (1951)[1]
- Медаль «За доблестный труд. В ознаменование 100-летия со дня рождения В. И. Ленина»[4]
- Почётная грамота Президиума Верховного Совета Марийской АССР (1956, 1957, 1961)[1]